# Jasenice (district de Třebíč)
Pour les articles homonymes, voir Jasenice.
Jasenice (en allemand : Jasenitz) est une commune du district de Třebíč, dans la région de Vysočina, en République tchèque. Sa population s'élevait à 175 habitants en 2020.

## Géographie
Jasenice se trouve à 5,6 km au sud-ouest du centre de Velká Bíteš, à 21 km à l'est-nord-est de Třebíč, à 44 km à l'est-sud-est de Jihlava et à 156 km au sud-est de Prague.
La commune est limitée par Velká Bíteš au nord et à l'est, par Pucov et Naloučany au sud, et par Čikov à l'ouest.

## Histoire
La première mention écrite de la localité date de 1354.

## Transports
Par la route, Jasenice se trouve à 8,3 km de Velká Bíteš, à 26,5 km de Třebíč, à 53 km de Jihlava et à 173 km de Prague.